# カリスマ条項
カリスマ条項（カリスマじょうこう）は、日本の福音派の機関である日本福音同盟（JEA）の加盟審査の際にかつて存在した条項。1986年の再編以来、JEAはこの条項で聖霊派を排除していたが、JEA理事会は2001年に破棄を決め、2002年6月の第17回総会で破棄が承認された。
JEA理事会はそれ以前の1988年1月11日にペンテコステ派の日本アッセンブリーズ・オブ・ゴッド教団の加盟を全会一致で承認しているが、聖霊のバプテスマと異言をめぐって福音派内部に議論があった。この年にアッセンブリーは信仰基準を修正している。
尾山令仁は福音派と聖霊派の協力を求めている。内藤達郎はカリスマ条項の廃止は日本伝道会議の良い影響だと述べた。